# Michael Shenton

a Compétitions nationales et continentales officielles uniquement.

b Matchs officiels uniquement.
Michael Shenton, né le 22 juillet 1986 à Pontefract, est un joueur de rugby à XIII anglais évoluant au poste de centre ou d'ailier dans les années 2000. Il a été sélectionné en sélection anglaise participant au Tournoi des Quatre Nations 2009. En club, il a effectué toute sa carrière aux Castleford Tigers depuis ses débuts en 2004.

## Palmarès
- Collectif : 
  - Finaliste de la Challenge Cup : 2021 (Castleford).